# Sainte-Marie (Étalle)
Sainte-Marie (onofficieel:Sainte-Marie-sur-Semois) is een plaats in de Belgische streek de Gaume in de provincie Luxemburg en sinds de gemeentelijke herindeling van 1977 in het arrondissement Virton een deelgemeente van Étalle. De plaats ligt aan de Semois en had zowel aan spoorlijn 155 als aan buurtspoorlijn 523 een station Sainte-Marie.

## Demografische ontwikkeling
- Bronnen:NIS, Opm:1831 tot en met 1970=volkstellingen

## Geboren
- Jean Militis (1922-2006), militair en volksvertegenwoordiger

Deelgemeenten: Buzenol · Chantemelle · Étalle · Sainte-Marie · Vance · Villers-sur-Semois

Overige dorpen: Croix Rouge · Fratin · Huombois · Lenclos · Mortinsart · Sivry · Villers-Tortru

Belgische gemeenten · Arrondissement Virton · Luxemburg · Wallonië